# Huangqi, Hebei
Huangqi (kinesiska: 黄旗镇, 黄旗) är en köping i Kina. Den ligger i provinsen Hebei, i den norra delen av landet, omkring 180 kilometer norr om huvudstaden Peking. Antalet invånare är 11 840. Befolkningen består av 5 775 kvinnor och 6 065 män. Barn under 15 år utgör 17,0 %, vuxna 15-64 år 69 %, och äldre över 65 år 12,0 %.
Genomsnittlig årsnederbörd är 653 millimeter. Den regnigaste månaden är juni, med i genomsnitt 171 mm nederbörd, och den torraste är januari, med 3 mm nederbörd.